# Талаверська кераміка

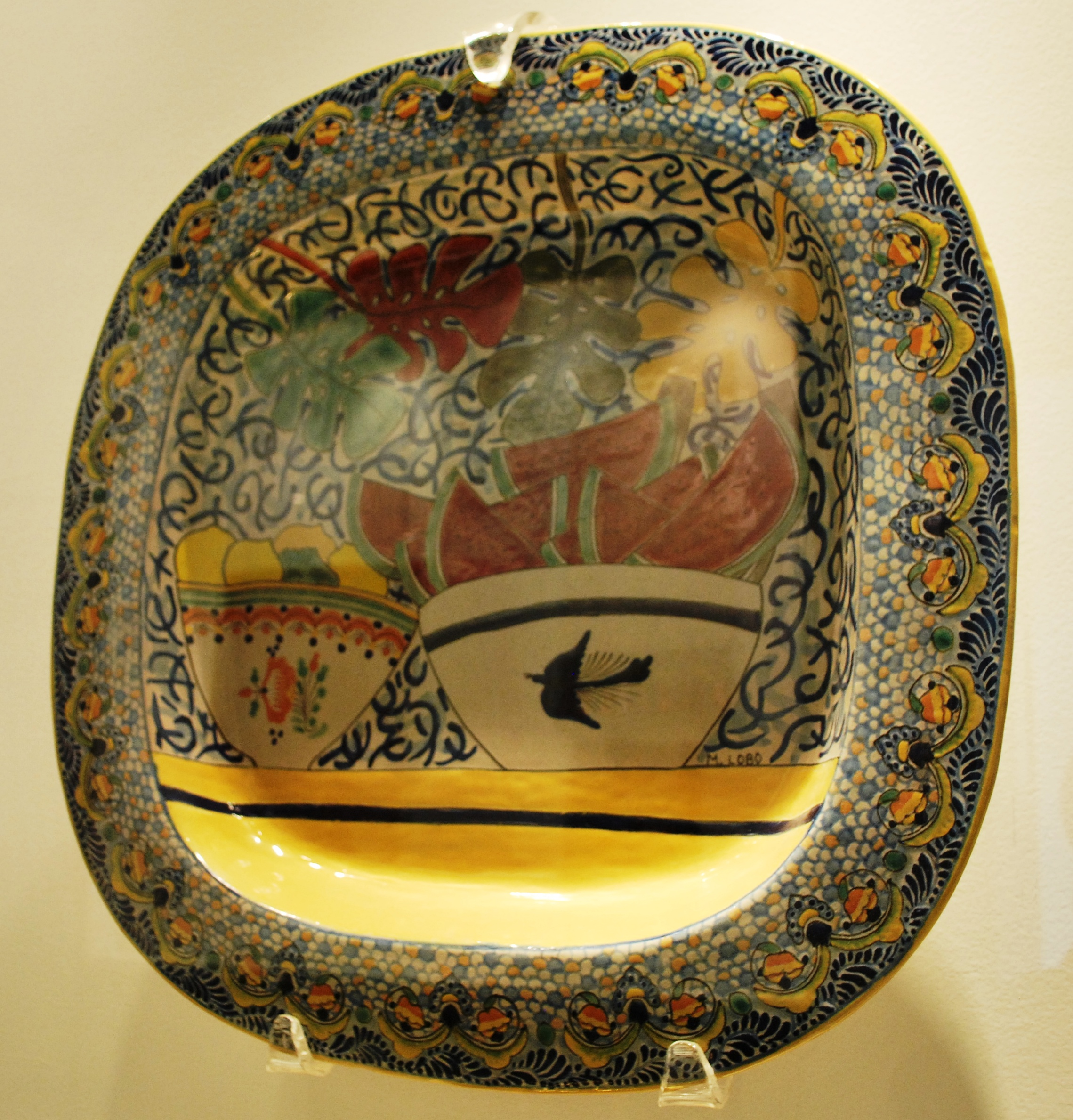
Блюдо талавери для подачі від Марсели Лобо на виставці в Музеї популярного мистецтва в Мехіко.

Кераміка Талавера (ісп. Talavera poblana) — мексиканська та іспанська гончарна традиція з Талавери-де-ла-Рейна, Іспанія. У 2019 році її внесли до Репрезентативного списку нематеріальної культурної спадщини людства ЮНЕСКО.
Мексиканська кераміка — це різновид майоліки (фаянсу) або глиняного посуду, глазурованого олією, із типовою для цього типу білою глазур'ю. Вона походить із міста Сан-Пабло-дель-Монте (у Тлакскалі) та міст Пуебла, Атліско, Чолула та Текалі (усі ці чотири останні в штаті Пуебла), через якість природної глини, знайденої там, і традиції виробництва, які сягають корінням в 16 століття. Значна частина цієї кераміки була прикрашена лише синім кольором, але також використовувалися такі кольори, як жовтий, чорний, зелений, оранжевий і ліловий. Майолікова кераміка була привезена до Мексики іспанцями в першому столітті колоніального періоду. Виробництво цієї кераміки набуло високого розвитку в Пуеблі через наявність тонкої глини та попит на плитку з боку новостворених церков і монастирів у цьому районі. Промисловість настільки зросла, що до середини 17-го століття були створені стандарти та гільдії, які ще більше покращили якість, що призвело Пуеблу до так званого «золотого віку» кераміки Талавера (з 1650 до 1750 рр.). Формально традиція, що розвинулась там, називається Talavera Poblana, щоб відрізнити її від аналогічної талаверської кераміки в Іспанії. Це суміш італійської, іспанської та місцевої керамічної техніки.
Ця традиція зазнала невдачі з часів війни за незалежність Мексики на початку 19 століття, коли кількість майстерень у штаті Пуебла скоротилася до менш ніж восьми. Пізніші зусилля художників і колекціонерів дещо відродили ремесло на початку 20-го століття, і зараз існують значні колекції кераміки Талавера в Пуеблі, Мехіко та Нью-Йорку. Подальші зусилля щодо збереження та популяризації ремесла відбулися наприкінці 20-го століття, із запровадженням нових декоративних дизайнів та прийняттям закону Denominación de Origen de la Talavera для захисту автентичних виробів талавери, виготовлених із використанням оригіналу 16-го століття. методи.

## Визначення

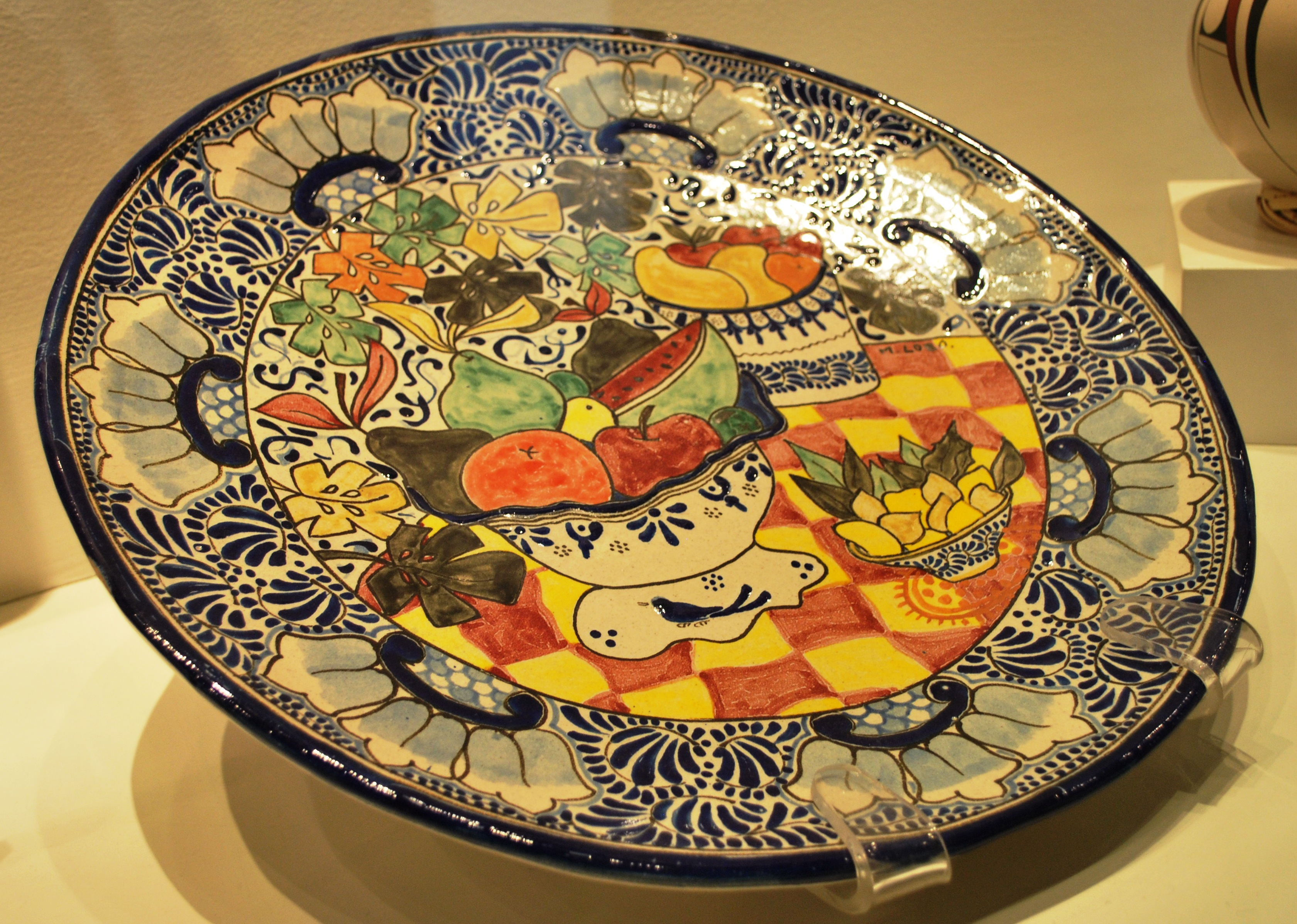
Тарілка Талавера Марсела Лобо

Автентична кераміка Талавера в основному походить з Талавера-де-ла-Рейна в Іспанії, міста Сан-Пабло-дель-Монте (у Тласкалі) і міст Пуебла, Атліско, Чолула і Текалі в Мексиці; оскільки там зосереджені необхідні глини та історія цього ремесла. Усі деталі вручну кидають на гончарний круг, а глазур містить олово та свинець, як і з колоніальних часів. Ця глазур повинна бути злегка пористою і молочно-білою, але не чисто білою. Існує лише шість дозволених кольорів: синій, жовтий, чорний, зелений, помаранчевий і ліловий, і ці кольори повинні бути виготовлені з природних пігментів. Намальовані візерунки виглядають розмитими, оскільки вони злегка вливаються в глазур. Основа, частина, яка торкається столу, не покрита глазур'ю, але відкриває теракотовий покрив під нею. Знизу обов'язкова напис, яка містить наступну інформацію: логотип виробника, ініціали художника та місцезнаходження виробника в Пуеблі.

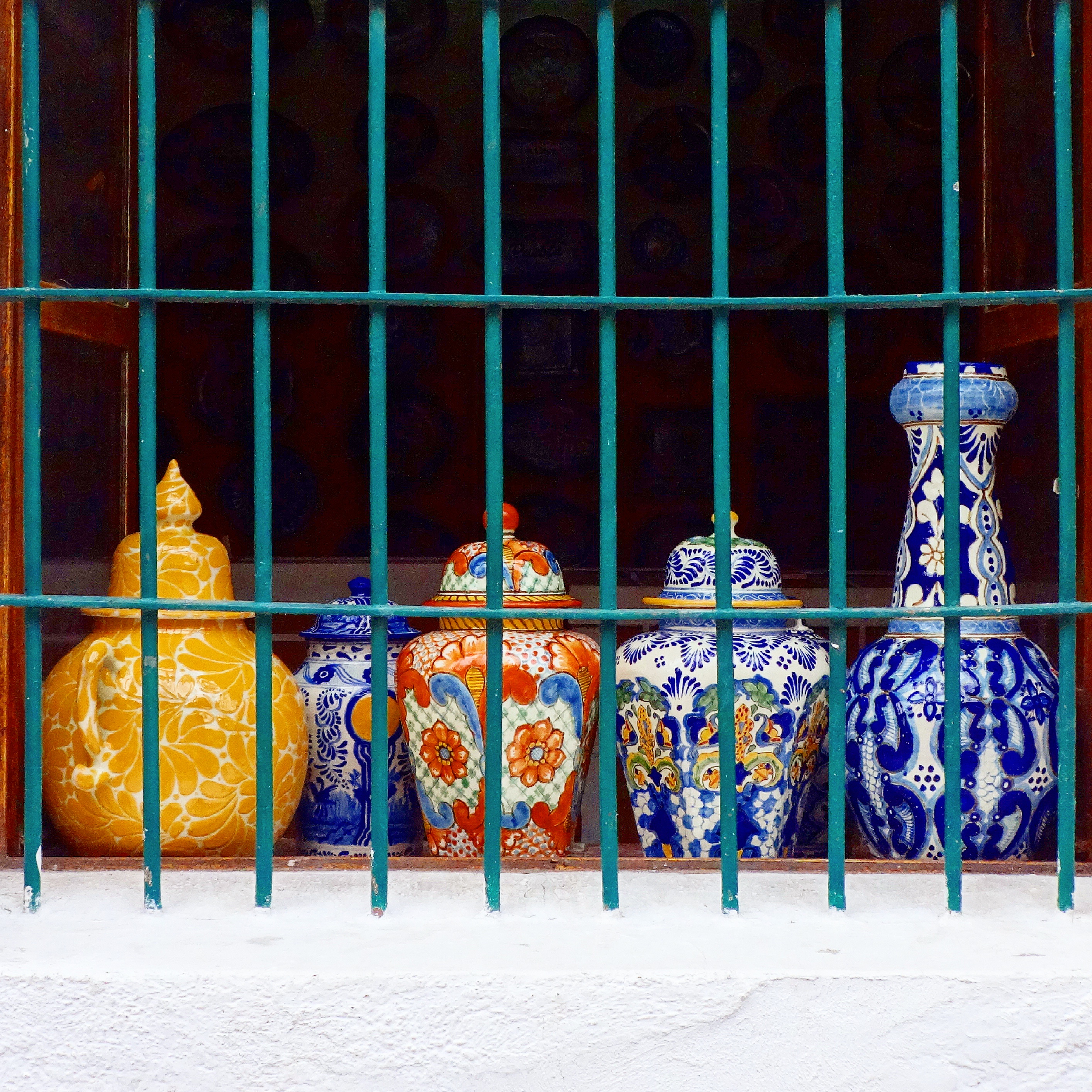
Банки у вітрині майстерні «Taller Armando».

Дизайн предметів суворо регламентований традиціями. Фарба злегка піднята над основою. Спочатку використовувався лише кобальтовий синій, оскільки це був найдорожчий пігмент, що робило його дуже затребуваним не лише через престиж, але й тому, що він забезпечував якість усього виробу. Використовуються лише природні глини, а не хімічно оброблені та пофарбовані глини, а процес ручної роботи займає від трьох до чотирьох місяців. Процес ризикований, тому що шматок може зламатися в будь-якій точці. Це робить Талаверу втричі дорожчою за інші види кераміки. Через це виробники талавери зазнавали тиску з боку імітацій, як правило, з Китаю, та подібної кераміки з інших частин Мексики, особливо з Гуанахуато. Цей штат звернувся до федерального уряду з клопотанням про право поділитися назвою Talavera з Пуеблою, але з 1997 року це було відмовлено, і глазурована кераміка з інших частин Мексики називається Майоліка або Майоліка.
Сьогодні лише вироби, виготовлені у спеціально відведених місцях і сертифікованих майстернях, можуть мати назву «Талавера». Сертифікат видається Consejo Regulador de la Talavera, спеціальним регулюючим органом. Наразі лише дев'ять майстерень пройшли сертифікацію: Uriarte Talavera, Talavera La Reyna, Talavera Armando, Talavera Celia, Talavera Santa Catarina, Talavera de la Nueva España, Talavera de la Luz, Talavera de las Americas і Talavera Virglio Perez. Кожен із них двічі на рік повинен проходити перевірку виробничих процесів. Вироби проходять шістнадцять лабораторних випробувань у лабораторіях із міжнародною сертифікацією. Крім того, існує тест, проведений факультетом наук Університету Пуебла, щоб переконатися, що вміст свинцю в глазурі не перевищує 2,5 частин на мільйон або вміст кадмію не перевищує 0,25 частин на мільйон, оскільки багато з них шматочки використовуються для подачі їжі. Лише вироби з майстерень, які відповідають стандартам, мають право мати підпис гончаря, логотип майстерні та спеціальну голограму, яка засвідчує автентичність виробу.

## Виробництво

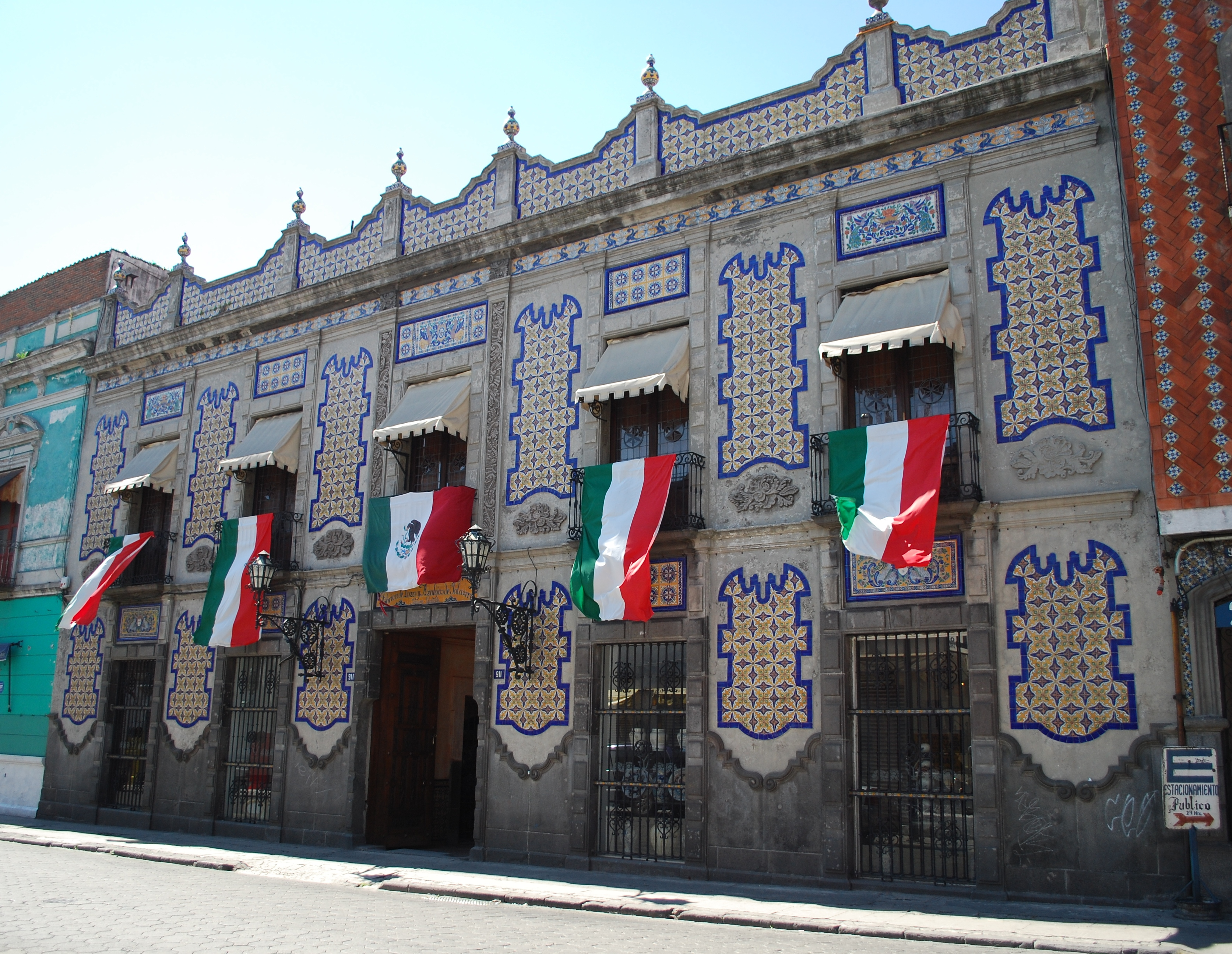
Майстерня Уріарте Талавера в Пуеблі

Процес створення кераміки Талавера є складним і практично не змінився з раннього колоніального періоду, коли це ремесло було вперше представлено. Першим кроком є змішування чорного піску від Амосок і білого піску від Tecali. Потім його промивають і фільтрують, щоб залишити лише найдрібніші частинки. Це може зменшити гучність на п'ятдесят відсотків. Далі виробу надають форму вручну на гончарному крузі, а потім залишають сушитися протягом кількох днів. Потім відбувається перша стрільба, виконана на 850 °C (1 560 °F). Деталь перевіряють, чи немає на ній тріщин. Нанесено початкове скління, яке створює молочно-білий фон. Після цього дизайн розписують вручну. Нарешті проводиться другий випал для затвердіння глазурі. Цей процес займає близько трьох місяців для більшості виробів, але деякі частини можуть тривати до шести місяців.
Цей процес настільки складний і загрожує можливістю непоправної шкоди, що в колоніальні часи ремісники молилися спеціальними молитвами, особливо під час процесу випалу.
Деякі майстерні в Пуеблі пропонують екскурсії з гідом і пояснюють задіяні процеси. Найстаріша сертифікована безперервно діюча майстерня розташована в Уріарте. Вона була заснована в 1824 році Дімасом Уріарте та спеціалізувалася на традиційному дизайні колоніальної епохи. Інша сертифікована майстерня, Talavera de la Reina, відома тим, що відновила декорування кераміки роботами мексиканських художників 1990-х років.

## Використання

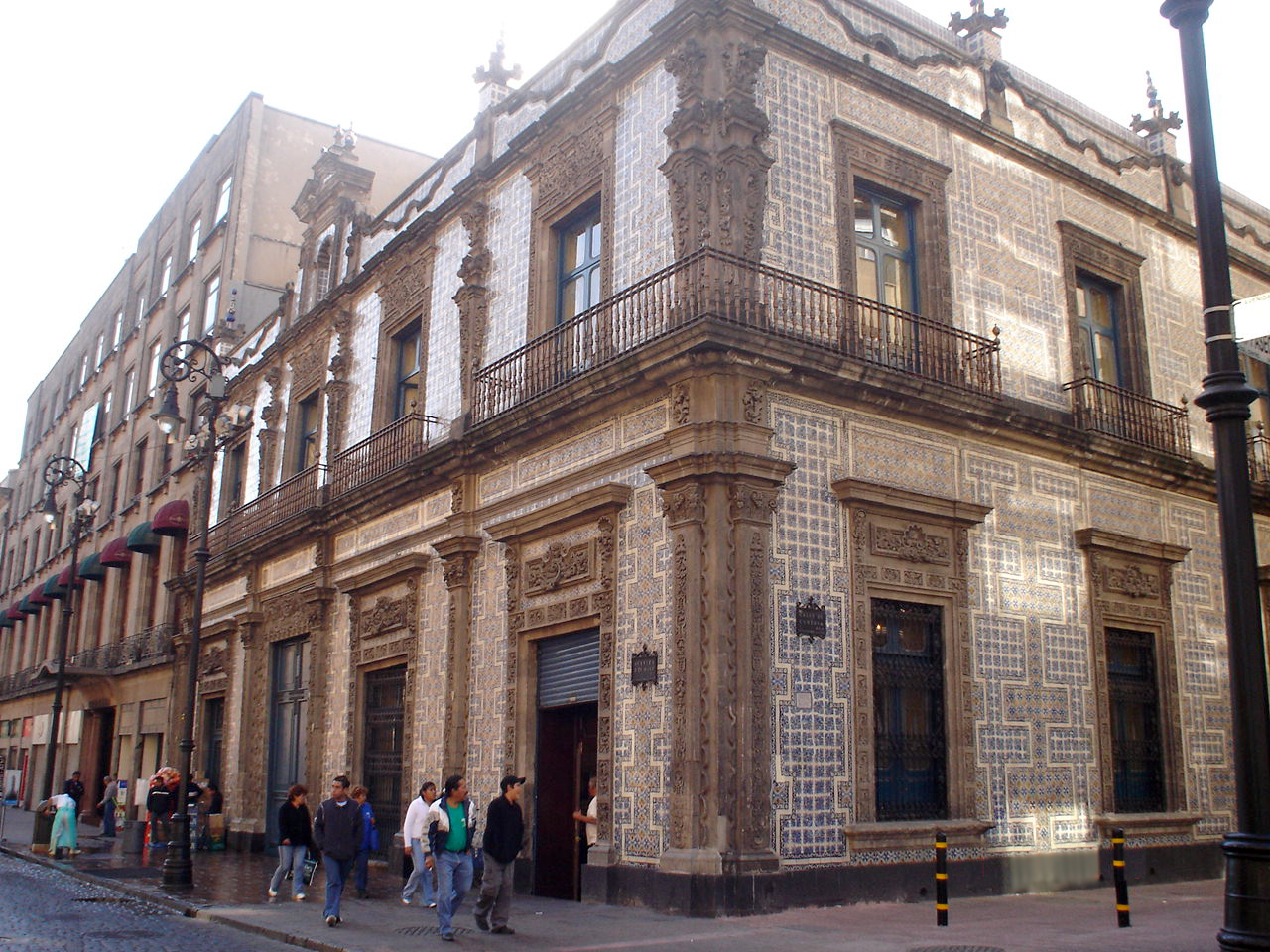
Casa de los Azulejos в Мехіко

Кераміка талавера в основному використовується для виготовлення утилітарних предметів, таких як тарілки, миски, глеки, горщики для квітів, раковини, релігійні предмети та декоративні фігури. Проте кераміка широко використовується для плитки, якою оздоблюють як всередині, так і зовні будівель у Мексиці, особливо в місті Пуебла. Кухня Пуебла є одним із традиційних середовищ кераміки Талавера, від плитки, що прикрашає стіни та прилавки, до посуду та інших харчових контейнерів. Це дуже особливий стиль кухні. У монастирських кухнях цього району багато дизайнів також включають емблему релігійного ордена. Цією плиткою оздоблено багато фасадів в історичному центрі Пуебла. Цю плитку називають азулежос, її можна знайти на фонтанах, внутрішніх двориках, фасадах будинків, церков та інших будівель, утворюючи важливу частину барокової архітектури Пуебла. Таке використання азулежос свідчило про багатство родини чи церкви. Це призвело до появи приказки «ніколи не побудувати будинок із черепиці», що означало нічого в житті. Можливість демонструвати таке багатство не обмежувалася Пуеблою. У Мехіко церква монастиря Ла-Енкарнасьон і церква Діви Вальванери мають куполи, покриті талаверою. Найвідомішим зразком Талавери у столиці є Casa de los Azulejos, або Будинок черепиці, який є палацом 18-го століття, побудованим родиною графа дель Валле де Орісаба. Особливістю цього палацу в Місті палаців є те, що його фасад з трьох боків повністю покритий дорогою біло-блакитною плиткою — сенсаційною на той час плиткою.

## Історія

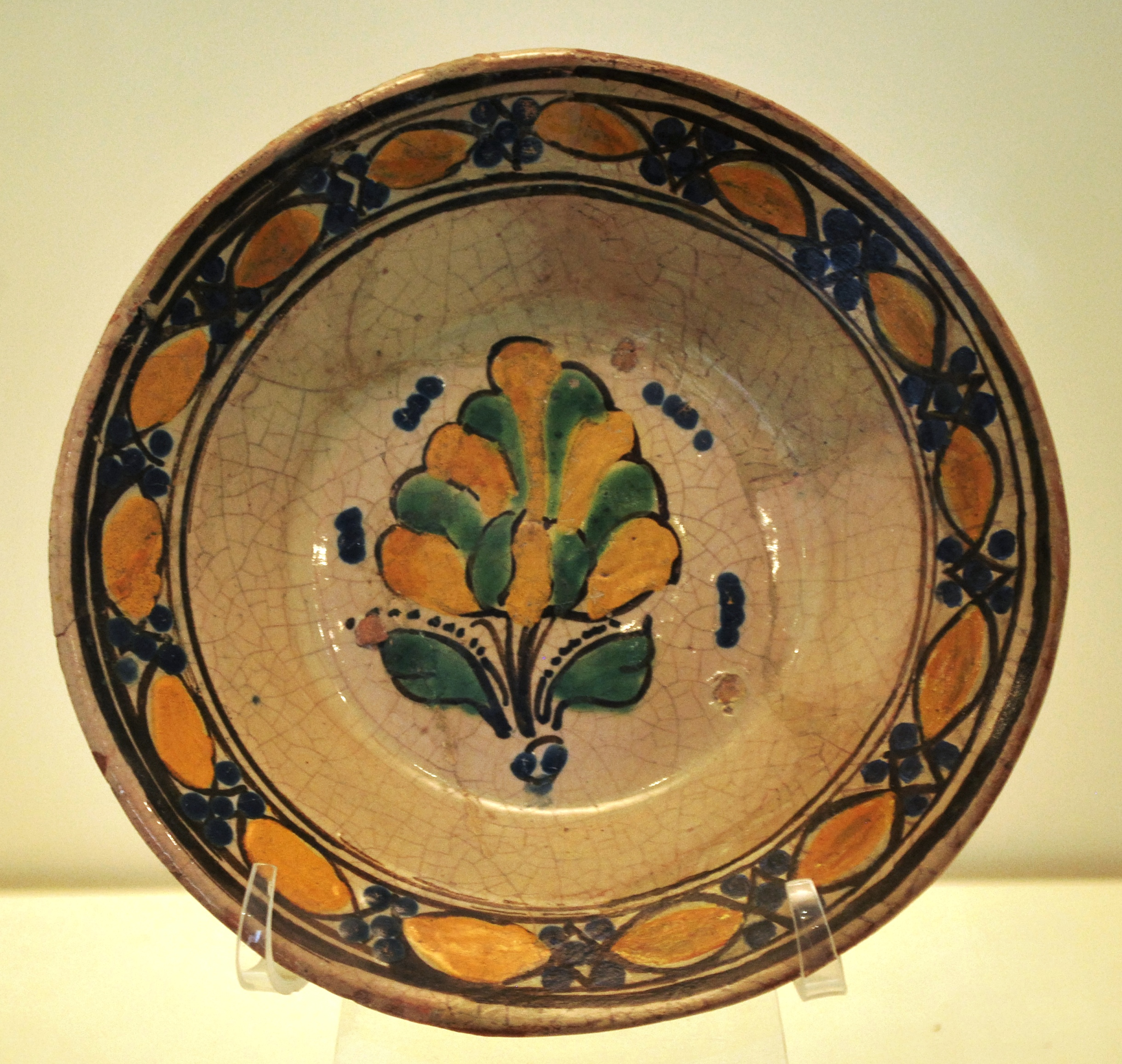
Чаша талавера з 16 або 17 століття

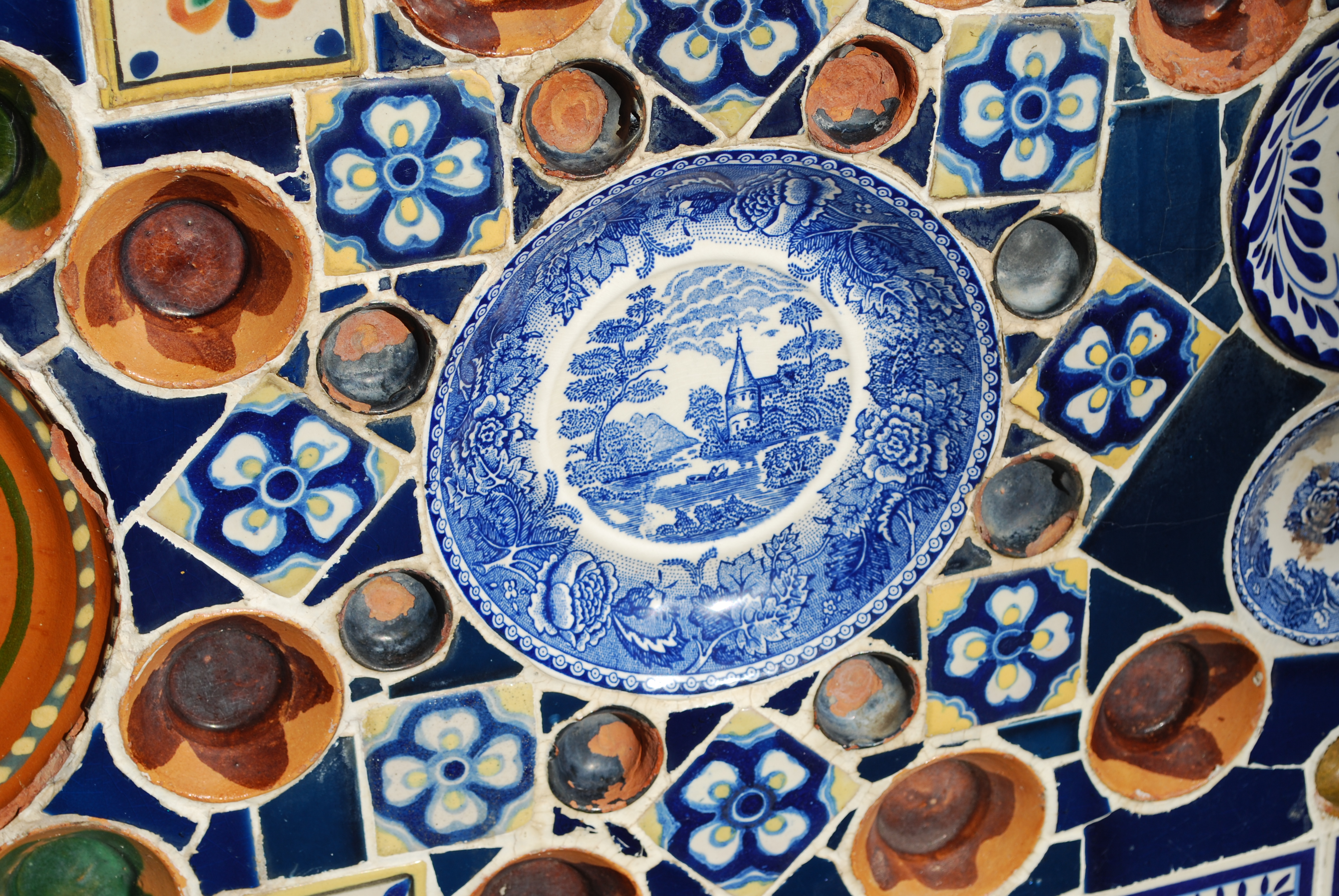
Фрагмент мозаїки Талавера, використовуваної для прикраси фонтану в Асьєнді Чаутла в Сан-Сальвадор-ель-Верде, Пуебла.

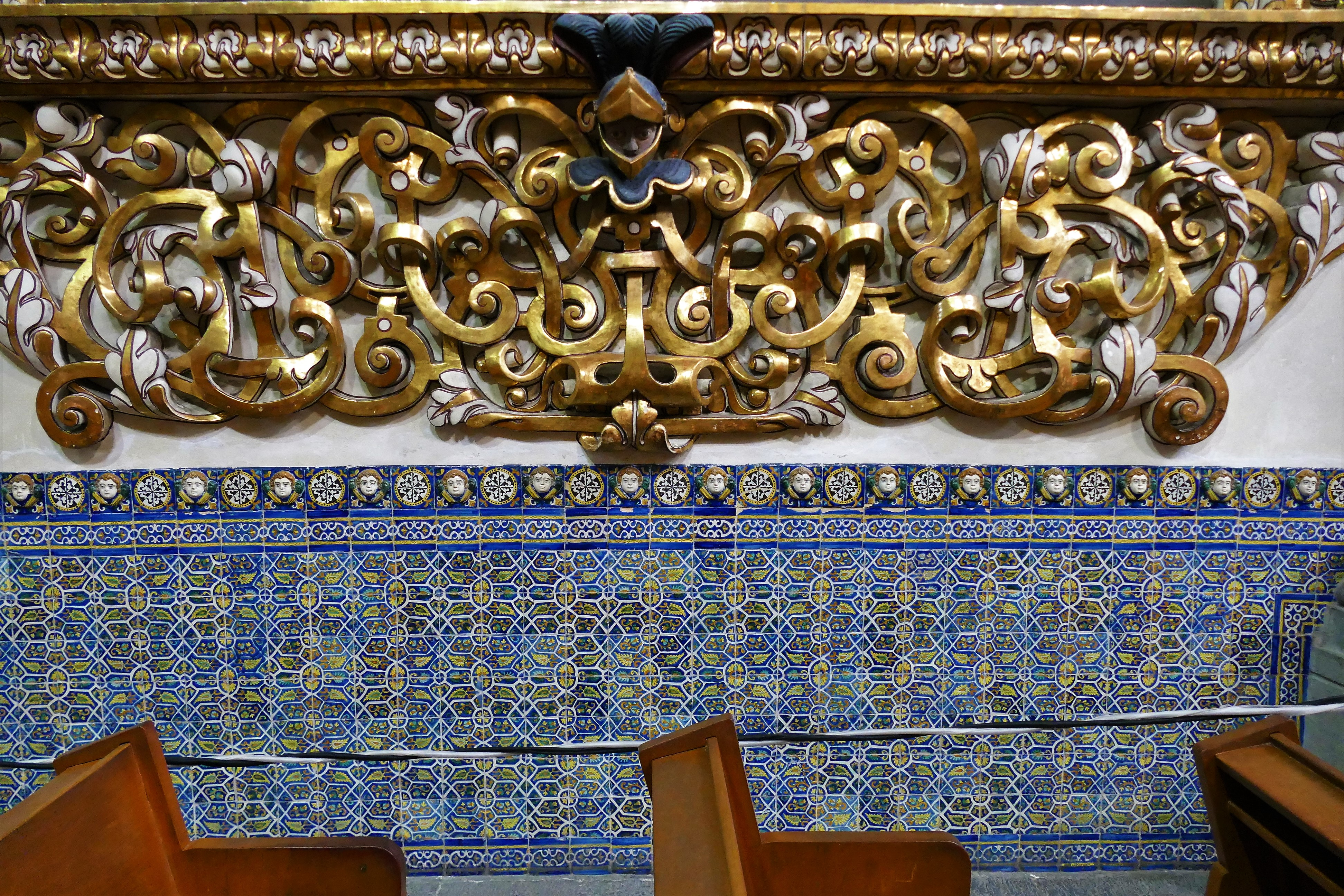
Талавера азулежос 17 століття всередині каплиці Росаріо, Пуебла

Техніки та зразки ісламської кераміки були привезені до Іспанії маврами наприкінці 12 століття як іспано-мореський посуд. Звідти вони вплинули на кераміку пізнього середньовіччя в решті Іспанії та Європи під назвою майоліка. Іспанські майстри з Талавера-де-ла-Рейна (Кастилія, Іспанія) перейняли та додали цю форму мистецтва. Подальші італійські впливи були включені в міру розвитку ремесла в Іспанії, і були створені гільдії для регулювання якості.
Приблизно в той самий період часу доіспанські культури мали власні традиції гончарства та кераміки, але вони не включали гончарний круг чи глазурування. Існує кілька теорій щодо того, як майолікова кераміка потрапила до Мексики. Найпоширеніша і прийнятна теорія полягає в тому, що її запровадили ченці, які або послали за майстрами з Іспанії, або знали, як виробляти кераміку самостійно. Ці монахи хотіли, щоб плитка та інші предмети прикрашали їхні нові монастирі, тому, щоб задовольнити цей попит, або іспанські художники, або монахи навчили місцевих художників виготовляти глазуровану кераміку. Значна кількість світських гончарів прибула до Мексики з Севільї та Талавера-де-ла-Рейна, Іспанія, у дуже ранній колоніальний період. Пізніше відомий гончар на ім'я Дієго Гайтан, який був уродженцем Талавери, зробив вплив на гончарство після того, як він прибув до Пуебла.
З часу заснування міста Пуебла в 1531 році було побудовано велику кількість церков і монастирів. Попит на плитку для оздоблення цих будівель і наявність високоякісної глини в цьому районі породили керамічну промисловість. Незабаром його почали виробляти корінні жителі, а також іспанські майстри, що призвело до суміші впливів, особливо в декоративному дизайні.. Нова традиція стала відомою як Talavera Poblana, щоб відрізнити її від кераміки Talavera з Іспанії. До 1550 року місто Пуебла виробляло високоякісні вироби з талавери, а до 1580 року воно стало центром виробництва талавери в Мексиці.
З 1580 року до середини XVII століття кількість гончарів і майстерень постійно зростала, кожна з яких мала свій дизайн і техніку. Колоніальний уряд вирішив регулювати галузь за допомогою гільдій і стандартів. У 1653 році були прийняті перші ордонанси. Вони регулювали, хто може називатися майстром, категорії якості виробів, норми оздоблення. Результат полягав у стандартизації виробництва кераміки та підвищенні якості виробленого. Деякі з правил, встановлених постановами, включали використання блакитного кобальту лише на найкращих, якісних виробах, маркування виробів майстрами, щоб уникнути підробок, створення категорій якості (тонкого, напівтонкого та щоденного використання) та щорічні огляди та іспити майстрів-гончарів.
Період між 1650 і 1750 роками був відомий як Золотий вік Талавери. Пуебла стала найважливішим фаянсовим центром Нової Іспанії. Частини розвозили по всій території, а також відправляли до Гватемали, Куби, Санто-Домінго, Венесуели та Колумбії. У цей час перевага синього кольору на кераміці Талавера була посилена впливом китайської династії Мін через імпортовану китайську кераміку, яка прибула до Мексики через манільські галеони. Італійський вплив у 18 столітті запровадив використання інших кольорів.
Під час мексиканської війни за незалежність гільдії гончарів і ордонанси 17 століття були скасовані. Це дозволяло будь-кому виготовляти кераміку будь-яким способом, що призвело до зниження якості. Війна порушила торгівлю між іспанськими колоніями, і дешевша англійська порцеляна імпортувалася. Ринок Талавера зазнав краху. Із сорока шести майстерень, які виробляли у XVIII столітті, після війни залишилося лише сім.
У 1897 році в Пуеблу прибув каталонець на ім'я Енріке Луїс Вентоза. Вентоза був зачарований історією ремесла, яке було унікальним серед інших форм мистецтва в Мексиці. Він вивчав оригінальні процеси та поєднував це зі своїм знанням сучасної іспанської роботи. Він публікував статті та вірші про традиції та працював над декоруванням керамічних виробів. У 1922 році він подружився з Ісауро Уріарте Мартінесом, молодим гончарем, який успадкував майстерню свого діда. Обидва чоловіки співпрацювали, щоб створити нові декоративні конструкції, додавши вплив доколумбового періоду та стилю модерн до ісламського, китайського, іспанського та італійського впливів, які вже були присутні. Вони також працювали над відновленням колишнього рівня якості. Вони вибрали вдалий час, оскільки Мексиканська революція закінчилася, а країна перебувала в періоді реконструкції.
Однак до 1980-х років відбулося подальше зменшення кількості майстерень, поки їх не залишилося лише чотири. У другій половині 20-го століття Талавера зазнавала тиску через конкуренцію з керамікою, виготовленою в інших мексиканських штатах, дешевим імпортом і відсутністю більш сучасних та творчих дизайнів. На початку 1990-х років майстерня Талавера де ла Рейна почала відроджувати ремесло, запрошуючи митців працювати разом зі своїми майстрами для створення нових творів і нових декоративних дизайнів. Серед художників були Хуан Соріано, Вісенте Рохо Альмасан, Хав'єр Марін, Густаво Перес, Магалі Лара та Франсіско Толедо. Вони не змінили процес виготовлення кераміки, але додали до малюнків людські форми, тварин, інші предмети та традиційні зображення квітів.

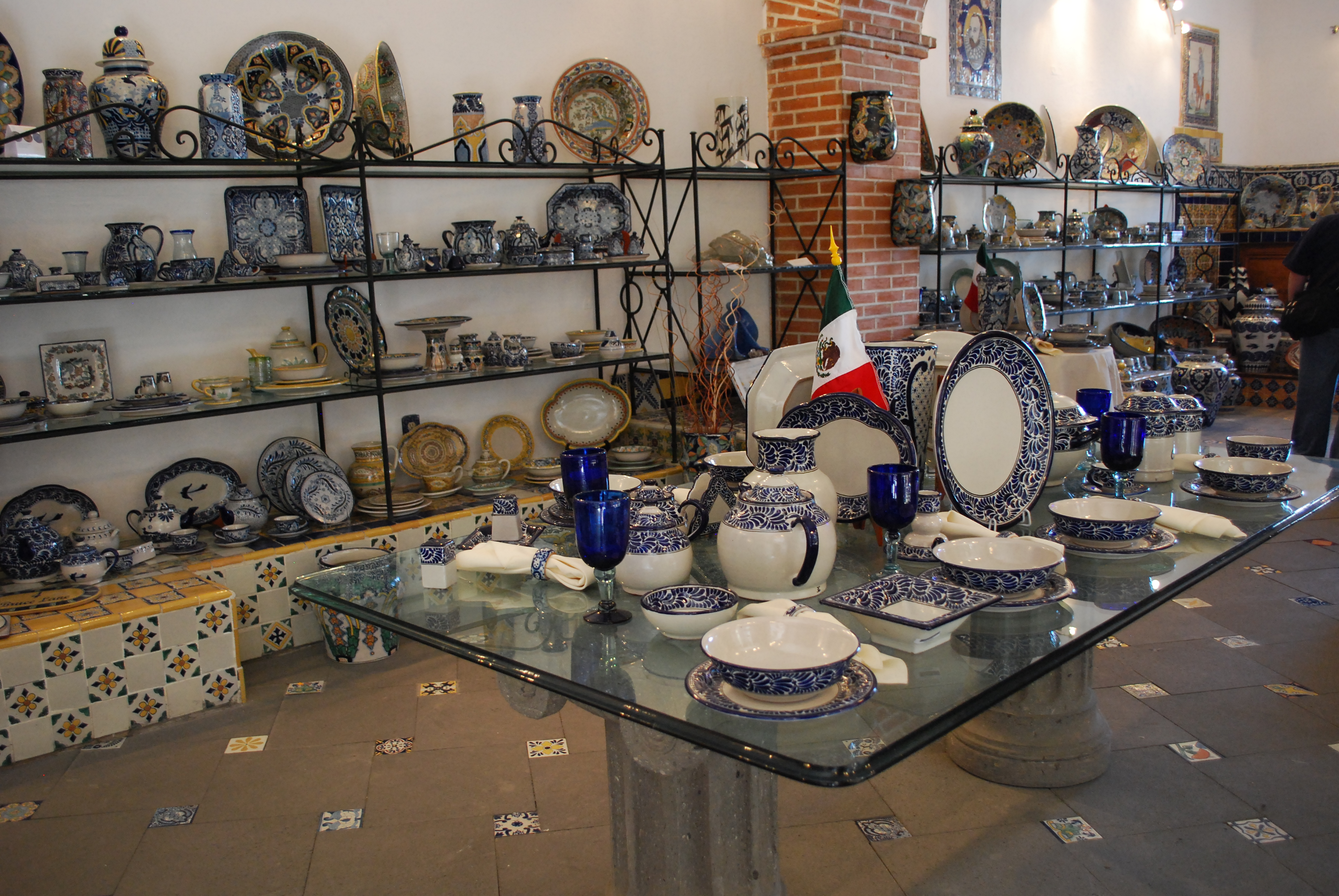
Одна з виставкових кімнат майстерні Uriarte

Відтоді відбулося деяке відродження ремесла. У 2000-х сімнадцять цехів виробляли талаверу за старовинними традиціями. Вісім перебували в процесі сертифікації. У цих майстернях працювало близько 250 робітників і експортували свою продукцію до США, Канади, Південної Америки та Європи.
Хоча іспанці представили цей тип кераміки, за іронією долі термін Talavera використовується набагато частіше в Мексиці, ніж у Талавера-де-ла-Рейна, Іспанія, її тезка. У 1997 році було створено Denominación de Origin de la Talavera, щоб регулювати, які твори можна офіційно називати Talavera. Реквізити включали місто виробництва, використовувану глину, способи виготовлення. На цих частинах тепер є голограми. Однією з причин ухвалення федерального закону було те, що залишилися майстерні Талавера зберегли високу якість і процес виготовлення з раннього колоніального періоду, а метою було захистити традиції.
Однак традиція все ще бореться. Анжеліка Морено, власниця Talavera de la Reina, стурбована тим, що традиції ремесла занепадають, незважаючи на зусилля її майстерні. Однією з проблем, з якими стикається ремесло, є відсутність молоді, яка зацікавлена в цьому. Ремісник заробляє приблизно від 700 до 1800 песо на тиждень, чого недостатньо для покриття витрат.

## Музейні виставки

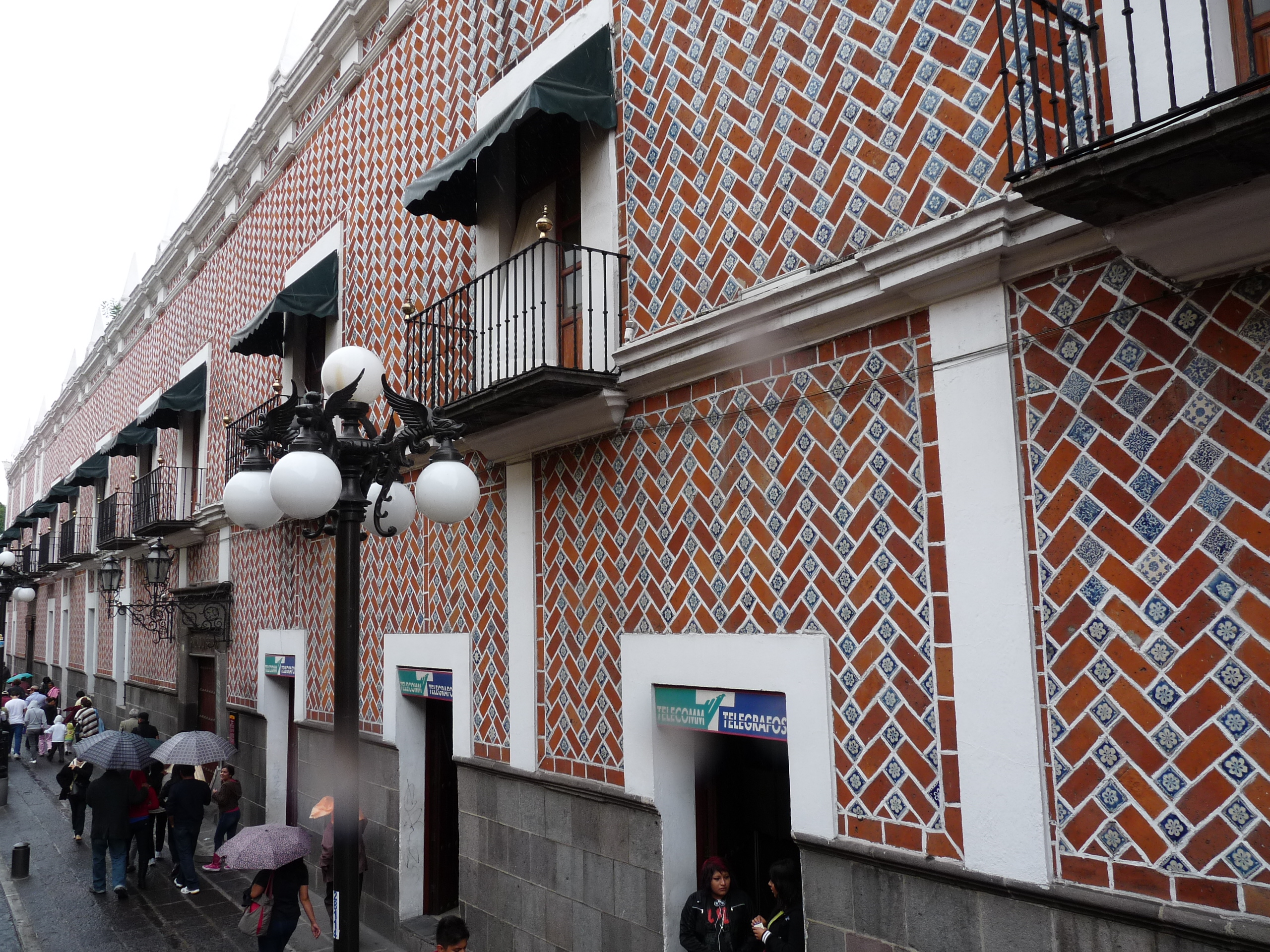
Колоніальна плитка Талавера на зовнішньому фасаді Бібліотеки Палафоксіани, місто Пуебла

На початку 20 століття виник інтерес до колекціонування творів. У 1904 році американка на ім'я Емілі Джонстон де Форрест виявила Талаверу під час подорожі до Мексики. Вона зацікавилася колекціонуванням творів, тому консультувалася з науковцями, місцевими колекціонерами та дилерами. Згодом її колекція стала основою того, що зараз експонується в Метрополітен-музеї в Нью-Йорку. Її ентузіазм передався Едвіну Етлі Барберу, куратору Музею мистецтв Філадельфії. Він також провів час у Мексиці і представив Талаверу в колекцію музею Пенсільванії. Він вивчав основні стилістичні періоди та те, як відрізнити найкращі зразки, опублікувавши путівник у 1908 році, який досі вважається авторитетним.
Протягом цього періоду в Мексиці також збиралися важливі музейні колекції. Однією з найперших і найважливіших була колекція Франсіско Переса Салазера в Мехіко. Трохи пізніше, у 1920-х роках, Франц Майєр, біржовий маклер німецького походження, почав свою колекцію. У Пуеблі його вважали трохи божевільним за те, що він скуповував усі «старі речі» у місцевих жителів. У 1986 році в Мехіко відкрився Музей Франца Майєра з найбільшою колекцією Талавери Поблани у світі — 726 експонатів з 17-го по 19-те століття та деякі твори 20-го століття Енріке Луїса Вентози. У Пуеблі Хосе Луїс Белло-і-Гонсалес і його син Хосе Маріано Белло-і-Аседо звернулися за порадою до Вентози, щоб розпочати свою колекцію. Вони зібрали найбільшу та найважливішу колекцію в місті, яка зараз зберігається в Музеї Хосе Луїса Белло і Гонсалеса (Музей Белло).
Нещодавно в місті Пуебла було відкрито Музей Талавери (Museo de la Talavera), початкова колекція якого налічує 400 експонатів. Музей присвячений розповіді про походження, історію, розширення та варіації ремесла. Твори включають деякі з найпростіших і найскладніших, а також ті, що представляють різні епохи.
З цих постійних колекцій було створено кілька тимчасових і пересувних експозицій певної тематики. Одна з них називалася «El Aguila en la Historia de Mexico» (Орел в історії Мексики). Виставку з сорока двох експонатів спонсорував Сенат Мексики, щоб показати, як символ орла використовувався в країні протягом її історії. Цю виставку було організовано на честь 200-річчя Незалежності у 2010 році. Цю кераміку було обрано через поєднання мистецтва та користі. Серед зображених орлів є герб Мексики, а також орли таких політичних діячів, як Хосе Марія Морелос і Павон і Порфіріо Діас, а також орли, які використовуються такими установами, як Королівський і Папський університет Мексики та сам мексиканський сенат.
Інша виставка в Мексиці присвячена створенню карт за допомогою плитки Талавера. Більшість плиток колоніального періоду прикрашали квітами та пейзажами, але значна їх кількість була розмальована для створення фресок із картами. Ті, що збереглися, показують, як розвивалася низка міст у колоніальний період. Вісім найбільш репрезентативних карт Талавери 16-го століття були представлені в музеї Ель-Кармен на виставці під назвою «Картографія: бачення колонії Талавера-дель-Мехіко». («Картографія: бачення Талавери колоніальної Мексики»). Ця виставка складалася з репродукцій оригіналів, створених у майстерні Талавера де ла Луз у Пуеблі. Вибрані карти показують розвиток Мехіко, а також представлення регіонів Акапулько, Пуебла та Тесуко протягом цього періоду часу.
Виставки також проходили за межами Мексики. У Музеї Америки в Іспанії відбулася виставка під назвою «Talaveras de Puebla, Cerámica colonial Mexicana. Siglos XVII a XXI» (Гончарна кераміка Талавера Пуебла, мексиканська колоніальна кераміка, XVII—XXI ст.). Це була тимчасова виставка з 49 експонатів, у поєднанні з експонатами з Іспанії та Китаю як еталонними. Твори були позичені музеєм Франца Майєра та музеєм Белло.